# 下阿伦萨纳
阿伦萨纳德亚瓦霍，是西班牙拉里奥哈自治区的一个市镇。总面积8平方公里，总人口295人（2001年），人口密度37人/平方公里。